# Karl Stürmer
Karl Stürmer (Vienna, 8 ottobre 1882 – Faenza, 1943) è stato un allenatore di calcio e calciatore austriaco, di ruolo difensore o centrocampista.

## Carriera

### Giocatore
Viennese, dopo la gavetta nel Wiener Cricket, giocò come terzino nel First Vienna, esordendo in Nazionale nel 1903.
Nel 1907 passò al WAC, dove venne schierato come centrocampista.

### Allenatore
Interrotta la carriera di calciatore dopo la prima guerra mondiale, si dedicò ad allenare il WAC e poi lo Sport Club Rudolfshügel in Austria. Approdò in Italia nei primi anni venti, ingaggiato dalla Reggiana che allenò a più riprese.
Particolarmente importante fu la sua esperienza al Torino; dopo la nascita del settore giovanile granata (i Balon boys, dal nome di Adolfo Baloncieri) dedicò gran parte della sua attenzione ai giovani talenti della squadra granata, lanciando tra gli altri i fratelli Aldo e Felice Borel, Janni, Silano e Bo. Sempre sul finire degli anni venti seguì il Prato, ottenendo l'ammissione alla Divisione Nazionale nel 1927-1928.
Dopo un campionato all'Alessandria nel 1931-1932 allenò la Lazio e, dal 1934, l'Angelo Belloni prima di approdare, dopo qualche mese, al Livorno. Al ritorno all'Alessandria, nel 1935-1936, raggiunse la finale di Coppa Italia; venne poi esonerato alla fine del 1936. Passò ad allenare le giovanili della Juventus e fece anche da assistente a Virginio Rosetta, tecnico della prima squadra nel 1938-1939.
Andò poi ad allenare in Serie C Cremonese, Verona e Cesena, prima di venire ucciso nel 1943 a Faenza da un uomo tedesco.

## Palmarès

### Giocatore

#### Club

##### Competizioni nazionali
- Campionato austriaco: 1

Wiener AC: 1914-1915

##### Competizioni internazionali
- Challenge-Cup: 2

First Vienna: 1899, 1900